# Ahmès-Hénoutemipet
Pour les articles homonymes, voir Ahmès.
Ahmès-Hénoutemipet est une princesse de la fin de la XVIIe dynastie. Elle est la fille du pharaon Seqenenrê Tâa et probablement de la reine Iâhhotep Ire. Elle est la sœur d'Ahmôsis Ier. Elle porte les titres de « Fille du roi » et de « Sœur du roi ».

## Momie
Sa momie a été trouvée dans la tombe DB320 en 1881 et se trouve maintenant au musée égyptien du Caire. Elle a été examinée par Grafton Elliot Smith en juin 1909. Ahmès-Hénoutemipet est morte âgée ; elle avait des cheveux gris et des dents usées. Sa momie a été endommagée, probablement par des pilleurs de tombes. Il est probable que la momie ait été déplacée vers DB320 après l'an 11 du pharaon Sheshonq Ier. 